# Häusellohe

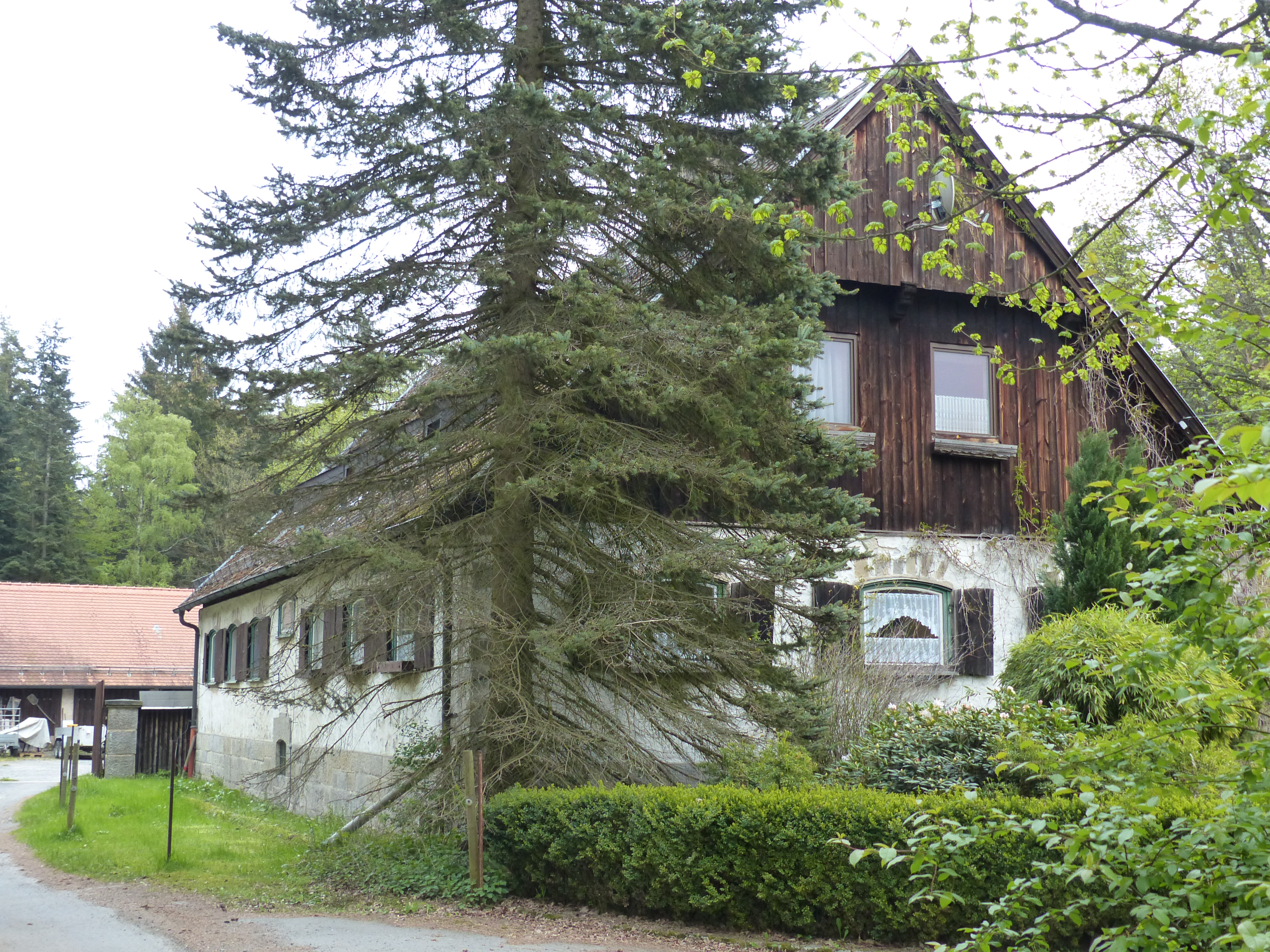
Forsthaus Häusellohe

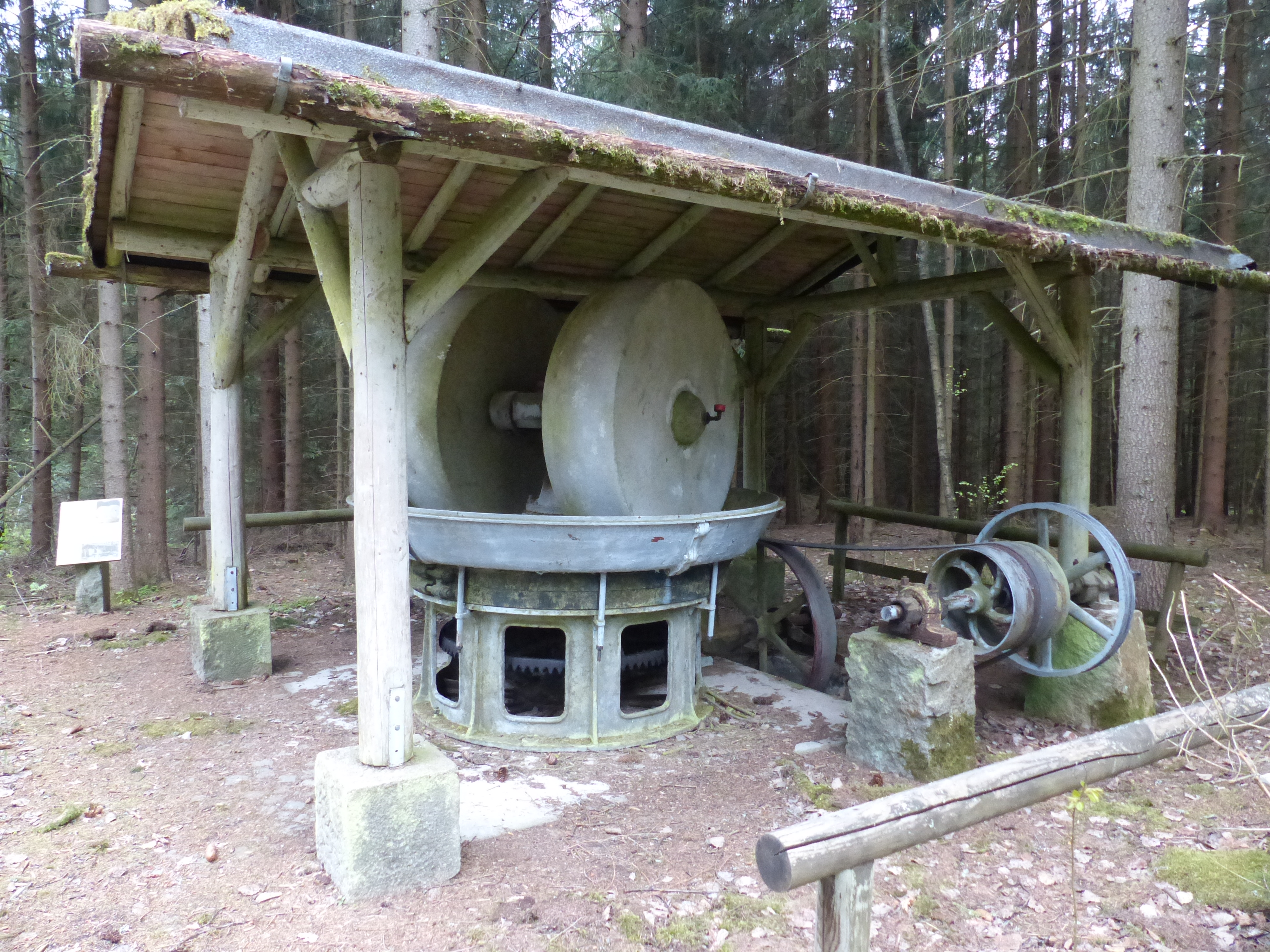
Station des Schausteinbruches

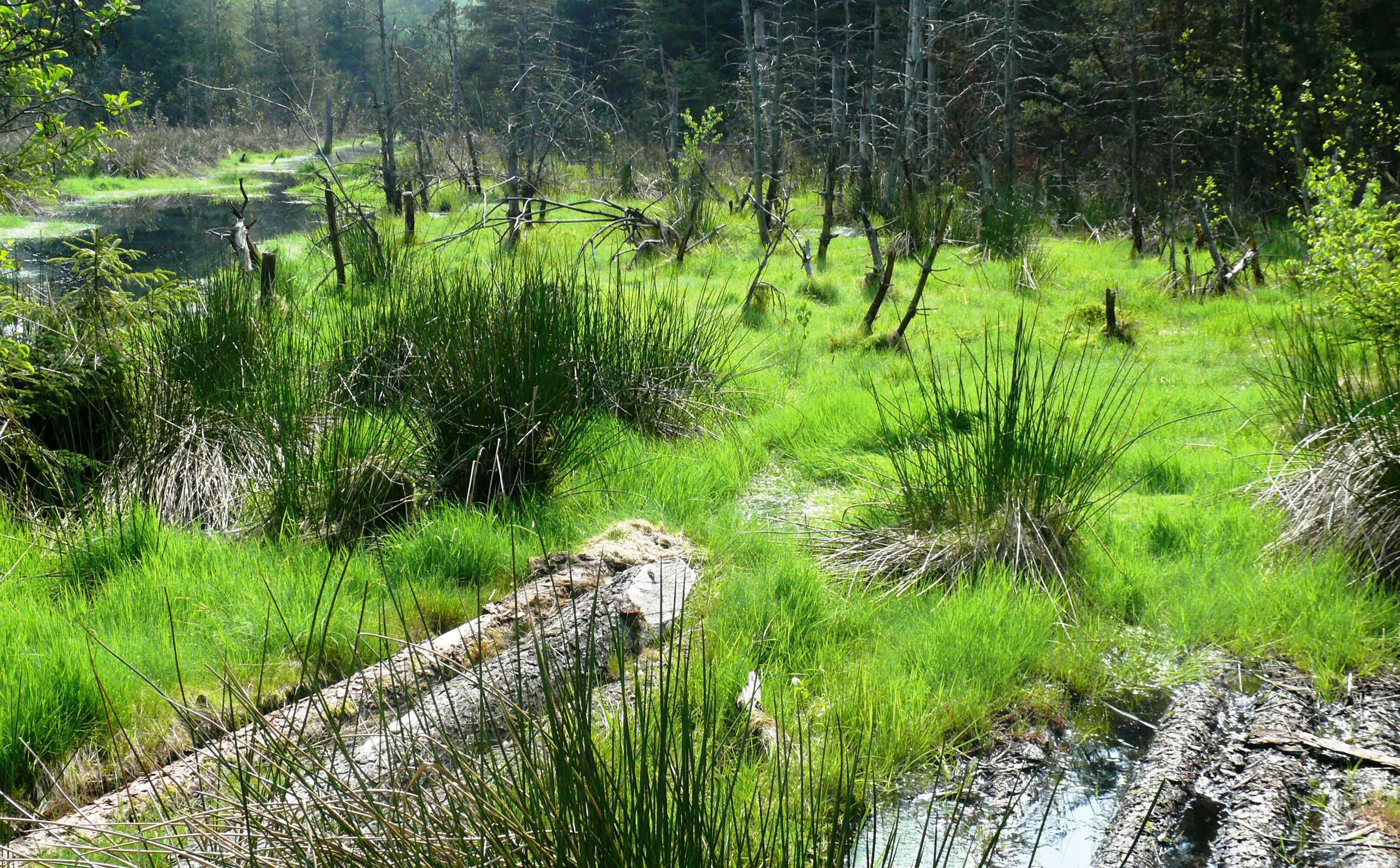
Moorgebiet

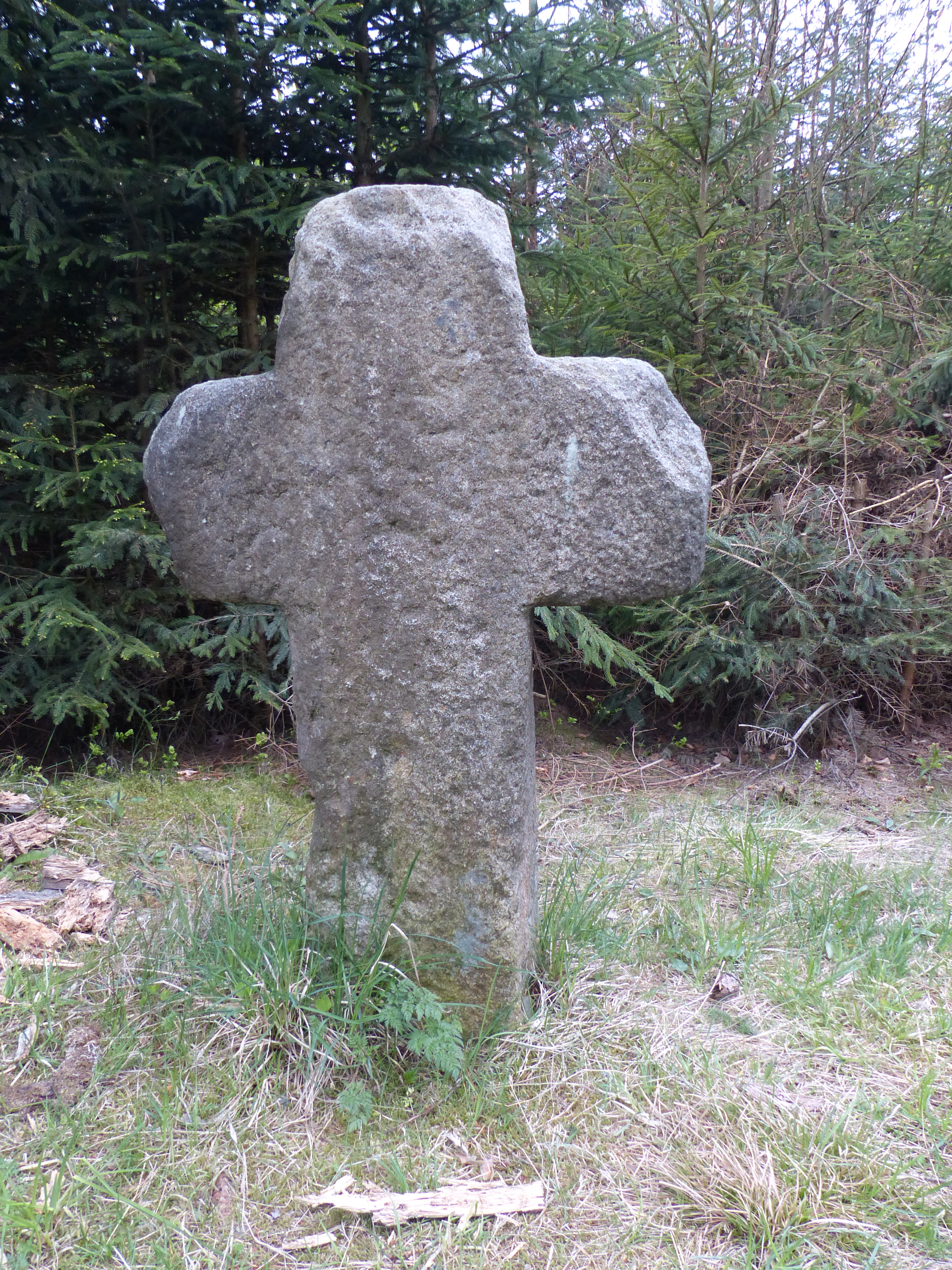
Steinkreuz

Häusellohe ist ein Gemeindeteil der Großen Kreisstadt Selb im Landkreis Wunsiedel im Fichtelgebirge (Oberfranken, Bayern).

## Gemeindeteil Häusellohe
Die Einöde Häusellohe besteht aus Forsthäusern und liegt vier Kilometer östlich der Stadt im Selber Forst nahe der Grenze zu Tschechien.
Um 1870 wurde ein Forsthaus errichtet, das bewirtschaftet und ein vielbesuchtes Waldgasthaus war. Der Abbruch des Blockhauses erfolgte 1969. Die jetzigen Gebäude wurden 1937 als Zollhäuser gebaut und später vom Bayerischen Staatsforst übernommen.

## Sehenswürdigkeiten und Besonderheiten

### Schausteinbruch
Am Weg zur Häusellohe wurde ab 1898 im Steinbruch Pauker Granit gewonnen und weiterverarbeitet. Das Steinbruchgelände und die Bauwerke sind jetzt Museumseinrichtungen. Der Bereich ist als Geotop ausgewiesen.

### Meilerfest
Seit 1994 findet bei Häusellohe das Meilerfest statt, bei dem durch einen Köhler fachmännisch Holzkohle hergestellt wird.

### Naturschutzgebiet
Das als Häuselloh bezeichnete größte Moorgebiet des Fichtelgebirges wurde 1939 in der Abteilung Kreuzsteinloh bzw. 1979 in der Häuselloh unter Schutz gestellt. Ab 1831 wurde mit staatlicher Erlaubnis Torf für den Hausbrand gestochen, ab 1850 kam eine Torfpresse mit Dampfbetrieb zum Einsatz; 1886 wurde eine Torfstreufabrik betrieben. 1946 gründeten 217 Genossen eine Torfverwertungsgesellschaft, die in großem Umfang mit modernen Maschinen den Abbau bis 1951 betrieb. Ein privater Torfstich fand noch bis 1958 statt. Von 1972 bis 1980 wurde Moor für das Bäderhaus in Bad Alexandersbad abgebaut.

### Kleindenkmale
In der Entfernung von einem Kilometer östlich des Forsthauses steht ein altes Steinkreuz, von dem die Sage berichtet, dass dort eine Schlacht im Dreißigjährigen Krieg zwischen Kaiserlichen und Schweden stattgefunden hat. Helmut Heinrich berichtet 1978 von einem weiteren Steinkreuzfund östlich des vorhandenen Steinkreuzes. Vor dem Forsthaus steht ein Grenzstein aus Granit von 1734 mit dem Wappen der Bayreuther Markgrafen und dem Bindeschild der Habsburger. Der Stein stand bis 1848 an der Staatsgrenze zu Böhmen. Grenzstein und Steinkreuz stehen unter Denkmalschutz. Auf der großen Waldlichtung steht ein Gedenkstein aus Selber Granit mit der Inschrift „KENNE DEINE WALDHEIMAT“ und der Abbildung eines Kohlenmeilers. Der Stein wurde beim Meilerfest am 15. Juni 1996 aufgestellt und vom Fichtelgebirgsverein, dem Forstamt Selb und dem Naturpark Fichtelgebirge finanziert.